# Underskiddaw
Underskiddaw – civil parish w Anglii, w Kumbrii, w dystrykcie (unitary authority) Cumberland. W 2011 civil parish liczyła 372 mieszkańców.